# Rare and Unreleased
Rare and Unreleased – album kompilacyjny amerykańskiej grupy hip-hopowej Poor Righteous Teachers, wydany 27 stycznia 2005 roku nakładem wytwórni Cha-Ching Records. Wydawnictwo zostało w całości wyprodukowane przez Tony'ego D.

## Lista utworów
1. Can I Start This (Drummer & DJ Mix) - 4:44
2. Styles Dropped (UK Mix) - 4:32
3. Butt Naked (Remix) - 3:58
4. The Very First Time - 4:40
5. Holy Intellect (Can't Blend It) - 4:23
6. So Low (Remix) - 4:38
7. Steady Slangin (Project Mix) - 4:28
8. Rock Dis Funky Joint (Croon) - 3:33
9. Word Is Bond - 3:25
10. Rock My Project - 4:31
11. Time To Say Peace (Northside) - 4:44
12. Name Brand Guns (Remix) - 4:40
13. My Sound (Remix) - 4:11
14. Word Is Bond (Acappella) - 2:42